# Park Bo-gum
Park Bo-gum (박보검?, Bak Bo-geomLR; Seul, 16 giugno 1993) è un attore sudcoreano.

## Biografia
Nato a Seul, Corea del Sud, il 16 giugno 1993, è il minore di tre fratelli; la madre morì mentre frequentava il quarto anno di scuola. Iniziò a prendere lezioni di pianoforte all'età di cinque anni, sviluppando il desiderio di diventare cantautore. Mentre frequentava la scuola media Seoul Mokdong, faceva parte della squadra di nuoto.
Al secondo anno di liceo, mandò un video di se stesso che cantava e suonava il piano a diverse agenzie, e ricevette varie offerte, scegliendo infine di firmare un contratto con la Sidus HQ per diventare cantante. Durante il suo percorso, pur non avendo mai contemplato l'idea, decise di diventare attore seguendo un consiglio ricevuto. Dopo essersi diplomato dal liceo Shinmok, entrò alla Myongji University nel dipartimento di film e musical.

## Filmografia

### Cinema
- Blind (블라인드?, Beulla-indeuLR), regia di Ahn Sang-hoon (2011)
- Cha hyeongsa (차형사?), regia di Shin Tae-ra (2012)
- Kkeutkkaji ganda (끝까지 간다?), regia di Kim Seong-hun (2014)
- L'impero e la gloria - Roaring Currents (명량?, MyeongnyangLR), regia di Kim Han-min (2014)
- Banjjakbanjjak dugeundugeun (반짝반짝 두근두근?) – cortometraggio (2015)
- Chinatown (차이나타운?, Cha-inata-unLR), regia di Han Jun-hee (2015)
- The Clone - Chiave per l'immortalità (서복?, Seo BokLR), regia di Lee Yong-ju (2021)
- Wonderland (원더랜드?, WondeoraendeuLLR), regia di Kim Tae-yong (2024)

### Televisione
- Hero (히어로?, Hi-eoroLR) – serie TV (2012)
- Still sajin (스틸사진?, Seutil sajinLR) – film TV (2012)
- Gaksital (각시탈?) – serie TV, episodi 26-27-28 (2012)[7]
- Wonderful Mama (원더풀 마마?, Wondeopul mamaLR) – serie TV (2013)[8]
- Cham joh-eun sijeol (참 좋은 시절?) – serie TV (2014)[9]
- Nae-ildo cantabile (내일도 칸타빌레?, Nae-ildo kantabilleLR) – serie TV (2014)[10]
- Producer (프로듀사?, PeurodyusaLR) – serie TV, episodio 9 (2015)[11]
- Neoreul gi-eokhae (너를 기억해?) – serie TV (2015)[12]
- Eungdaphara 1988 (응답하라 1988?) – serie TV (2015-2016)[13]
- Gureumi geurin dalbit (구르미 그린 달빛?) – serie TV (2016)[14]
- Namjachingu (남자친구?) – serie TV (2018-2019)[15]
- Quando la vita ti dà mandarini (폭싹 속았수다?) – serie TV (2025)
- Bravo ragazzo (굿보이?) – serie TV (2025)

### Show televisivi
- Kkotboda cheongchun (꽃보다 청춘?) (2016)[16]
- Hyo-rine minbak (효리네 민박?) (2018)[17][18]

### Videoclip
- Forget You (Teaser) - d.ear (2015)

## Discografia

### Singoli
- 2018 – Let's Go See the Stars (별 보러 가자)

### Colonne sonore
- 2016 – My Person (내 사람) (Gureumi Geurin Dalbit OST)

## Riconoscimenti
| Anno | Premio                              | Categoria                             | Opera nominata                          | Risultato       |
| ---- | ----------------------------------- | ------------------------------------- | --------------------------------------- | --------------- |
| 2014 | KBS Drama Awards                    | Miglior nuovo attore                  | Nae-ildo cantabile, Cham joh-eun sijeol | Candidato/a     |
| 2015 | APAN Star Awards                    | Miglior nuovo attore                  | Nae-ildo cantabile, Neoreul gi-eokhae   | Candidato/a     |
| 2015 | KBS Entertainment Awards            | Premio miglior nuovo arrivato         | Music Bank                              | Vincitore/trice |
| 2015 | KBS Drama Awards                    | Premio attore popolare                | Neoreul gi-eokhae                       | Vincitore/trice |
| 2015 | KBS Drama Awards                    | Miglior attore secondario             | Neoreul gi-eokhae                       | Vincitore/trice |
| 2016 | Icone di InStyle: Nuova generazione | Premio attore della nuova generazione |                                         | Vincitore/trice |
| 2016 | Max Movie Awards                    | Premio astro nascente                 |                                         | Vincitore/trice |
| 2016 | Style Icon Asia                     | Icona di stile                        |                                         | Vincitore/trice |
| 2016 | Top Chinese Music Awards            | Miglior artista internazionale        |                                         | Vincitore/trice |
| 2016 | Baeksang Arts Awards                | Miglior nuovo attore cinematografico  | Chinatown                               | Candidato/a     |
| 2016 | Baeksang Arts Awards                | Premio popolarità al cinema           | Chinatown                               | Candidato/a     |
| 2016 | Baeksang Arts Awards                | Premio popolarità in televisione      | Eungdaphara 1988                        | Candidato/a     |
| 2016 | Baeksang Arts Awards                | Premio iQiyi stella globale           |                                         | Candidato/a     |
| 2016 | Baeksang Arts Awards                | Premio moda InStyle                   |                                         | Vincitore/trice |
| 2016 | DramaFever Awards                   | Miglior stella nascente               | Eungdaphara 1988                        | Vincitore/trice |
| 2016 | DramaFever Awards                   | Miglior bacio (con Hyeri)             | Eungdaphara 1988                        | Vincitore/trice |
| 2016 | APAN Star Awards                    | Miglior nuovo attore                  | Eungdaphara 1988                        | In attesa       |
| 2017 | Seoul International Drama Awards    | Attore coreano eccezionale            | Gureumi geurin dalbit                   | Vincitore/trice |

## Doppiatori italiani
Nelle versioni in italiano delle opere in cui ha recitato, Park Bo-gum è stato doppiato da:
- Manuel Meli in Quando la vita ti dà mandarini
- Andrea Oldani in The Clone - Chiave per l'immortalità